# Дуглас, Джеймс, 1-й граф Мортон
Джеймс Дуглас (англ. James Douglas, 1st Earl of Morton; 1426 — 22 октября 1493) — шотландский аристократ, 4-й лорд Далкейт с 1456 года, 1-й граф Мортон с 1458 года.

## Биография
Он был сыном Джеймса Дугласа, 2-го лорда Далкейта (? — 1456/1458), и Элизабет Гиффорд, дочери Джеймса Гиффорда из Шериффхолла. Его отец передал все свои владения Джеймсу в 1456 году, когда Джеймс стал 4-м лордом Далкейта. Джеймс был создан графом Мортоном в 1458 году после его брака с Джоан Стюарт (1428—1493), дочерью Якова I Стюарта, короля Шотландии, и Джоан Бофорт. Джоан была глухонемой.
Граф заключил брачный контракт с Патриком Грэмом, епископ Сент-Эндрюса, о браке между племянницей последнего и Джоном Дугласом, старшим сыном и наследником графа. В свою очередь, Грэмы, епископ, его брат и племянник, присоединились к графу Мортону и обязались оказать ему помощь в восстановлении контроля над землями в Уиттингеме и Мортоне. Однако, похоже, это обещание было направлено на вовлечение графа Мортона в заговор, в котором участвовали епископ, лорд Бойд и его партия. Роберт Бойд, 1-й лорд Бойд, который, будучи одним из регентов во времена малолетства короля Якова III в Шотландии, завладел молодым королем и женил своего сына Томаса Бойда на старшей сестре короля, за что позже был осужден за государственную измену. Граф Мортон, по-видимому, не участвовал, так как он входил в состав присяжных, которые признали виновными Бойдов. Позже епископ Патрик Грэм был отлучен от церкви и низложен.
Земли Уиттингема и все права на баронство Мортон, Дамфрисшир, были переданы в руки графа в 1473—1474 годах, и в том же году он восстановил лордство Далкейт, увеличив и без того обширные владения графов. Он повторно наделил коллегиальную церковь в Далкейте, основанную его прапрапрадедом, а также основал больницу Святой Марты в Абердуре в 1474 году.
Джеймс Дуглас, 1-й граф Мортон, скончался 22 октября 1493 года, когда его сын Джон сменил его на посту 2-го графа Мортона. Его жена Джоан умерла на 4 месяца раньше его, 22 июня 1493 года.

## Памятник графу Мортону
Граф и графиня Мортон были похоронены вместе в хоре приходской церкви Святого Николая Букклюха, известной как коллегиальная церковь Далкейта, в Далкейте, к югу от Файфа и к востоку от Эдинбурга, в Мидлотиане, Шотландия. Известные как памятник Мортону, их гробницы покрыты их каменными изображениями в комплекте с их гербом. Хор сейчас находится в руинах, оставив гробницы под открытым небом, где за несколько столетий стихии стерли их лица. Их руки, сложенные вместе в молитве, скорее всего, были уничтожены во время Реформации. Из-за их исторической ценности, в 2005 году команда волонтеров и защитников, создала защитный полог над их надгробий.

## Семья
У графа Мортона и его жена Джоан Стюарт были следующие дети:
- Сэр Джон Дуглас, 2-й граф Мортон (убит 9 сентября 1513)[12]
- Джеймс Дуглас, появился в нескольких письмах 1466—1480 годов[12].
- Джанет Дуглас, замужем за сэром Патриком Хепберном, 1-м графом Ботвеллом (ок. 1452—1508)[12]
- Элизабет Дуглас, она была упомянута в хартии 1479 года[12].